# Bois-d'Ennebourg
Bois-d'Ennebourg é uma comuna francesa na região administrativa da Normandia, no departamento de Sena Marítimo. Estende-se por uma área de 7,06 km². Em 2010 a comuna tinha 566 habitantes (densidade: 80,2 hab./km²).